# Max Orban
Adrien Eugène Joseph Max Orban (* 22. Juli 1881 in Herve; † 23. Mai 1969) war ein belgischer Ruderer, der 1906 Olympiazweiter wurde.
Max Orban ruderte für die Koninklijke Roeivereniging Club Gent. Bei den Olympischen Zwischenspielen 1906 traten Max Orban und sein Bruder Rémy zusammen mit dem griechischen Jugendlichen Theophilos Psiliakos im Zweier mit Steuermann an. Im Wettbewerb über 1000 Meter gewannen die Italiener Enrico Bruna und Emilio Fontanella mit ihrem Steuermann Giorgio Cesana vor dem zweiten italienischen Boot und zwei französischen Booten. Die Brüder Orban belegten mit ihrem Steuermann den fünften Platz. Im Zweier wurde noch ein zweiter Wettbewerb über eine englische Meile ausgetragen. Auch hier siegten Bruna, Fontanella und Cesana, mit 30 Sekunden Rückstand erruderten die Brüder Orban den zweiten Platz vor dem französischen Boot mit Joseph Halcet, Adolphe Bernard und Jean-Baptiste Mathieu, das über die kurze Distanz den vierten Platz belegt hatte.
Bei den Europameisterschaften 1906 siegten die Brüder Orban mit dem belgischen Achter vor dem französischen und dem italienischen Boot.